# Лесовой, Сергей Гуриевич
Сергей Гуриевич Лесовой (укр. Сергій Гурійович Лісовий; 27 сентября 1959, Роскошное) — украинский военачальник, полковник. Командующий Аэромобильными войсками Украины Вооружённых сил Украины (20 июля 2006 — 9 августа 2012).

## Биография
Сергей Лесовой родился в крестьянской семье. После окончания школы проходил срочную службу в ВДВ в качестве стрелка. Затем окончил Рязанское гвардейское высшее воздушно-десантное командное училище. После училища служил в Афганистане, где начал свою офицерскую карьеру с должности командира взвода. По возвращении из Афганистана командовал учебной ротой курсантов Рязанского училища. Позже окончил Военную академию имени М. В. Фрунзе в Москве.
С 2006 по 2012 год возглавлял Высокомобильные десантные войска Вооружённых сил Украины. Имеет первый разряд по парашютному спорту, совершил около 200 прыжков.

## Награды
- Орден Богдана Хмельницкого II степени (2012) — за личное мужество и высокий профессионализм, проявленные в защите государственного суверенитета и территориальной целостности Украины, верность военной присяге[1].
- Орден Богдана Хмельницкого III степени (2008) — за личное мужество и высокий профессионализм, проявленные в защите государственного суверенитета и территориальной целостности Украины, верность военной присяге[2].